# الاشرع (بني سعد)

تعديل مصدري - تعديل

الاشرع هي إحدى قرى عزلة بني محمد بمديرية بني سعد التابعة لمحافظة المحويت، بلغ تعداد سكانها 138 نسمة حسب تعداد اليمن لعام 2004.